# Houderschap
Houderschap of detentie betekent in het Nederlands vermogensrecht dat iemand de macht heeft over een zaak van een ander maar zich niet als de eigenaar gedraagt.
Een houder (ook wel detentor genoemd) is iemand die krachtens een rechtsverhouding met de eigenaar de feitelijke macht over de zaak uitoefent. Denk hierbij aan een huurder, een bruiklener of een beperkt gerechtigde. Het is in feite niets anders dan een zaak in handen te hebben, zonder de bedoeling te hebben deze voor zich te houden. De houder is dan ook verplicht tot teruggave van de zaak aan de rechtmatige eigenaar. Een houder kan bovendien geen verandering brengen in zijn houderschap en/of de grondslag daarvan, ook niet met de enkele mededeling dat hij voortaan voor zichzelf wil houden.
Houderschap is niet alleen te onderscheiden van eigendom, maar ook van bezit. Een bezitter houdt een goed immers voor zichzelf, terwijl een houder een goed voor een ander houdt. Onverminderd de feitelijke beschikking over een goed weet de houder dat hij niet de bezitter of eigenaar is. Wie bijvoorbeeld een boek leent van de bibliotheek is geen bezitter van dat boek maar houder namens de eigenaar.
Bij het houderschap worden rechtskenmerken onderscheiden:
- Absolute versus relatieve rechten.
- Volledige versus beperkte rechten.
- Gebruiks- versus zekerheidsrechten.

Zo heeft bijvoorbeeld de houder van een recht van hypotheek een absoluut, een beperkt en een zekerheidsrecht (dus geen gebruiksrecht).
N.B. Aandeelhouderschap betekent wel meestal eigendom van de aandelen.